# Freida Pinto
Freida Pinto (Mumbai, 18 de outubro de 1984) é uma atriz indiana, mais conhecida pelo seu desempenho na sua estreia como Latika no filme Slumdog Millionaire.

## Vida pessoal e origem
Freida Pinto nasceu em Bombaim filha de Sylvia Pinto, diretora da Universal St. John's High School, e Frederick Pinto, gerente de sucursal sênior do Bank of Baroda. O pai de Freida Pinto é de Neerude e a mãe de Derebail, ambas as cidades em Mangalore. Sua família é de origem católica mangaloreana, e em uma entrevista, Freida afirmou ser "totalmente indiana pura", mas que sua família é católica e que alguns «antepassados dos [seus] antepassados» deviam ser de origem portuguesa, como é patente no nome de família "Pinto".
Também tem formação em diferentes formas de dança clássica indiana, bem como a salsa.
Já foi noiva de seu ex-assessor Rohan Antão, mas ela terminou o noivado no início de 2009. Durante seis anos também namorou com a co-estrela de Slumdog Millionaire, Dev Patel, até se separarem amigavelmente em finais de 2014.

## Carreira

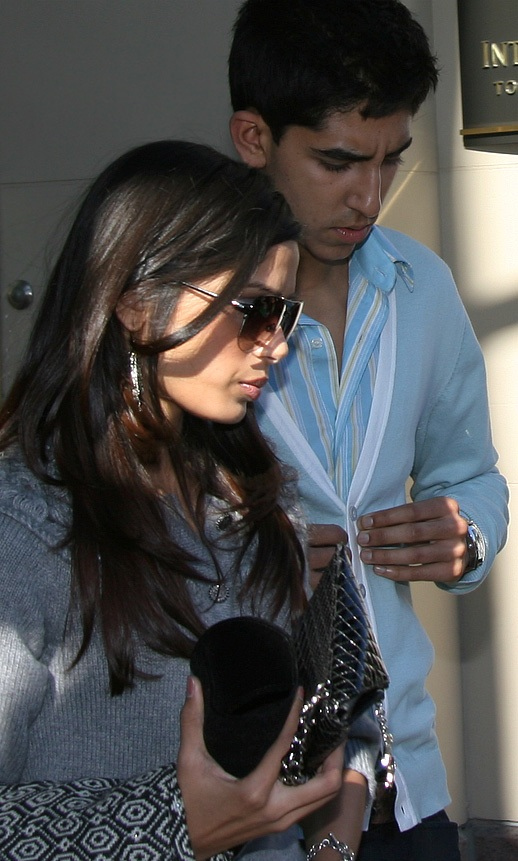
Freida Pinto e Dev Patel no Festival de Toronto 2008

Antes de ser estrela em Slumdog Millionaire, Freida foi apresentadora do programa de viagens internacionais, Full Circle emitido pela Zee TV em inglês entre 2006 e 2008. Fez também publicidade em televisão para as marcas Wrigley's, Skoda, Vodafone Portugal, Airtel e DeBeers. Freida foi modelo durante quatro anos tendo aparecido em desfiles e capas de revistas. Fez a sua formação teatral no estúdio de John Barry's localizado em Andheri e foi orientada pelo próprio John Barry. Após seis meses de audições, foi chamada para um teste para Slumdog Millionaire que realizou com sucesso tendo sido convidada para desempenhar o papel principal do filme.
Freida fez sua estreia no cinema em 2008. Slumdog Millionaire conta a história de um jovem da favela de Mumbai que aparece em um game show e supera as expectativas dos cidadãos, despertando as suspeitas do apresentador de jogo e de agentes da lei. No filme, Freida desempenhou o papel de Latika, a garota com quem Jamal (Dev Patel) está apaixonado. Em 2008 no Toronto International Film Festival, o filme ganhou o Cadillac People's Choice Award. Em 2009 ganhou o Globo de Ouro, o filme ganhou quatro prêmios. Freida foi nomeada para "Melhor Atriz Coadjuvante/Secundária" no BAFTA Awards de 2009 e ganhou o Screen Actors Guild Award por Performance de um Elenco em um Filme ao lado de outros membros do elenco de Slumdog Millionaire.
Ela já concluiu os trabalhos em Miral, um filme franco-israelense dirigida por Julian Schnabel. Freida tem sido lançada no próximo filme de Woody Allen, ambientado em Londres, e co-estrelado por Antonio Banderas, Josh Brolin, Anthony Hopkins, Anupam Kher e Naomi Watts.
Em 13 de maio de 2009, foi anunciado que Freida viria a ser a nova cara da L'Oréal, apesar dos rumores de que estava prevista a assinatura de um "acordo de seis números" com a empresa de cosméticos rival Estée Lauder.
Ela é "Isabella", protagonista do videoclipe da música Gorilla (lançado no dia 15 de outubro de 2013) do cantor Bruno Mars.

## Filmografia
| Ano  | Nome                               | Personagem      | Notas        |
| ---- | ---------------------------------- | --------------- | ------------ |
| 2003 | Remix                              | Maya Rudolf     |              |
| 2008 | Slumdog Millionaire                | Latika          |              |
| 2010 | You Will Meet a Tall Dark Stranger | Dia             |              |
| 2010 | Miral                              | Miral           |              |
| 2011 | Planeta dos Macacos: A Origem      | Caroline Aranha |              |
| 2011 | Trishna                            | Trishna         |              |
| 2011 | Black Gold (2011)                  | Princesa Leyla  |              |
| 2011 | Imortais                           | Fedra           |              |
| 2013 | Girl Rising                        | Narradora       | Documentário |
| 2014 | Desert Dancer                      | Elaheh          |              |
| 2015 | Knight of Cups                     | Helen           |              |
| 2015 | Unity                              | Narrator        | Documentário |
| 2015 | Blunt Force Trauma                 | Colt            |              |
| 2015 | Black Knight Decoded               | Ahna            | Curta        |
| 2016 | Two Bellmen Two                    | Leila Patel     | Curta        |
| 2016 | Past Forward                       | Woman #2        | Curta        |
| 2017 | Yamasong: March of the Hollows     | Geta            | Voz          |
| 2018 | Love Sonia                         | Rashmi          | [ 6 ] [ 7 ]  |
| 2018 | Mowgli: Legend of the Jungle       | Messua          | [ 8 ]        |
| 2019 | Only                               | Eva             |              |
| 2020 | Love Wedding Repeat                | Amanda          |              |
| 2020 | Hillbilly Elegy                    | Usha Vance      |              |
| 2021 | Intrusion                          | Meera           |              |
| 2021 | Needle in a Timestack              | Alex Leslie     |              |
| 2022 | Mr. Malcolm's List                 | Selina Dalton   |              |
| TBA  | My Mother's Wedding                |                 | Em produção  |